# Якштас, Адомас
Адо́мас Я́кштас (лит. Adomas Jakštas, настоящее имя Александрас Дамбраускас; 8 сентября 1860, Ковенская губерния, Российская империя  — 19 февраля 1938, Каунас, Литва) — литовский философ

, католический священник; писатель, редактор.

## Биография
Родился 8 сентября 1860 года[по какому календарю?] в Куранах (ныне Кедайнский район в Каунасском уезде Литвы), в крестьянской семье.
В 1872— 1880 годах учился в Шавельской гимназии. В 1880 году поступил на физико-математический факультет Императорского Санкт-Петербургского университета, где проучился только один год. В 1881-1884 годах учился в Ковенской семинарию, был библиотекарем семинарии. В 1884 году был направлен для продолжения образования в Римско-католическую духовную академию в Санкт-Петербурге, по окончании которой 21 ноября 1888 года был рукоположен в священники и назначен капелланом в реальной гимназии в Поневеже. Во время обучения в Петербурге выучил, только что созданный Заменгофом, язык эсперанто.
За отказ пускать гимназистов-католиков молиться в православную церковь был выслан, сначала в Кретингский монастырь, а затем на 5 лет в Устюжну (Новгородская губерния), где познакомился с писателем Винцасом Петарисом.
По возвращении в Литву с 1895 года он был назначен капелланом Ковенской тюрьмы. В 1898-1900 преподавал в Ковенской семинарии; с 1900 года был секретарём епископа Жемайтийского Мечислова Палюлёниса. В 1902-1906 годах был профессором Римско-католической духовной академии в Санкт-Петербурге. В 1905 году был одним из авторов программы Литовской христианско-демократической партии.
Вернувшись в Ковно в 1906 году, основал Общество Святого Казимира, которое возглавлял до самой смерти. Также в 1906—1914, 1919—1923 и 1937—1938 гг. редактировал, выходивший на литовском языке, а также другие журналы.
После начала Первой мировой войны был выслан из Ковно, но во время кайзеровской оккупации вернулся и стал преподавать философию в семинарии. С 1914 года — прелат, с 1922 года — почётный профессор Литовского университета, с 1926 года — почетный профессор факультета теологии и философии, с 1929 года — почётный доктор математики факультета математики и естественных наук, с 1934 года — почётный доктор философии гуманитарного факультета. В 1922 году вместе с другими основал Литовскую академию католических наук, был её председателем, с 1933 года — академик.
Умер 19 февраля 1938 года. Похоронен в Соборе Святых Петра и Павла в Каунасе.